# 外間みよ子
外間 みよ子（ほかま みよこ - 4月12日 - ）は、沖縄県出身のファッションモデル・女優。

## 来歴
- オーディションでグランプリを受賞し 小学生時から高校2年生時まで沖縄アクターズスクールに在籍し、レッスンを受けていた。のち、スカウトされ沖縄美少女図鑑のモデルや姉妹紙「Huku:Huku」の表紙を飾った事などもあり、ローカルから活動を開始。

## 人物
- 父親はイギリス系アメリカ人で、母親は日本人のハーフ。

- 海が好きで、青い羽根募金のボランティア活動も行っている。[1]

- また猫が好きで、実家では何匹も飼っていた。[2]。

## 出演

### テレビ番組
- 『琉神マブヤー外伝 SO!ウチナー』[3]（RBC）
- 『オキナワノコワイハナシ』[4]（RBC）

### CM
- 比嘉酒造泡盛 「残波」ワンカップ
- ポークランチョンミート「Midland」

### その他
- 美少女図鑑